# Bouverans
Bouverans ist eine französische Gemeinde mit 441 Einwohnern (Stand: 1. Januar 2022) im Département Doubs in der Region Bourgogne-Franche-Comté.

## Geographie
Bouverans liegt auf 825 m über dem Meeresspiegel, etwa zwölf Kilometer westsüdwestlich der Stadt Pontarlier (Luftlinie). Das Dorf erstreckt sich im Jura, auf dem weiten Hochplateau von Arlier (Pontarlier-Frasne), beidseits des Drugeon, nordwestlich der Montagne du Laveron. 
Die Fläche des 18,17 km² großen Gemeindegebiets umfasst einen Abschnitt des französischen Juras. Der Hauptteil des Gebietes wird vom Hochplateau von Arlier eingenommen, das durchschnittlich auf 830 m liegt. Es ist überwiegend von Wiesland bedeckt, zeigt aber auch größere Moorgebiete. Entwässert wird das Gebiet durch den Drugeon nach Nordosten zum Doubs. Früher mäandrierte der Drugeon durch die Moorfläche, heute ist er jedoch weitgehend kanalisiert. Zu Bouverans gehören zwei Moorseen: der Lac de l’Entonnoir am Fuß des Laveron und der Étang Berthelot (in Privatbesitz). Nach Südosten erstreckt sich das Gemeindeareal über einen steilen Waldhang auf den Höhenrücken der Montagne du Laveron, der in geologisch-tektonischer Hinsicht eine Antiklinale des Faltenjuras bildet. Auf einer Anhöhe im Bois de Chôle wird mit 1101 m die höchste Erhebung von Bouverans erreicht. Im äußersten Süden reicht das Gebiet bis in das vom oberen Drugeon durchflossene Tal der Cluse des Oïes, das den Laveron vom südwestlich anschließenden Bois du Châlet trennt.
Nachbargemeinden von Bouverans sind Dompierre-les-Tilleuls und La Rivière-Drugeon im Norden, La Planée im Osten, Vaux-et-Chantegrue und Bonnevaux im Süden sowie Frasne im Westen.

## Geschichte
Im Mittelalter gehörte Bouverans zur Herrschaft La Rivière, die den Herren von Chalon unterstand. Während des Dreißigjährigen Krieges wurde das Dorf 1639 durch die Truppen des Herzogs Bernhard von Sachsen-Weimar gebrandschatzt. Zusammen mit der Franche-Comté gelangte Bouverans mit dem Frieden von Nimwegen 1678 an Frankreich. Seit 2003 ist Bouverans Mitglied des 10 Ortschaften umfassenden Gemeindeverbandes Communauté de communes du Plateau de Frasne et du Val du Drugeon.

## Sehenswürdigkeiten
Die Dorfkirche von Bouverans wurde im 19. Jahrhundert erbaut. Nahe dem Lac de l’Entonnoir steht die Kapelle Notre-Dame du Lac, die von 1860 bis 1862 errichtet wurde.

## Bevölkerung
| Jahr                       | 1962 | 1968 | 1975 | 1982 | 1990 | 1999 | 2006 | 2016 |
| Einwohner                  | 240  | 207  | 181  | 209  | 239  | 270  | 310  | 360  |
| Quellen: Cassini und INSEE |      |      |      |      |      |      |      |      |

Mit 441 Einwohnern (1. Januar 2022) gehört Bouverans zu den kleinen Gemeinden des Départements Doubs. Nachdem die Einwohnerzahl in der ersten Hälfte des 20. Jahrhunderts markant abgenommen hatte (1876 wurden noch 511 Personen gezählt), wurde seit Mitte der 1970er Jahre wieder ein kontinuierliches Bevölkerungswachstum verzeichnet.

## Wirtschaft und Infrastruktur
Bouverans war bis weit ins 20. Jahrhundert hinein ein vorwiegend durch die Landwirtschaft, insbesondere Milchwirtschaft und Viehzucht, sowie durch die Forstwirtschaft geprägtes Dorf. Daneben gibt es heute einige Betriebe des Kleingewerbes, darunter eine Sägerei. Mittlerweile hat sich das Dorf auch zu einer Wohngemeinde gewandelt. Viele Erwerbstätige sind Wegpendler, die in den größeren Ortschaften der Umgebung, hauptsächlich in Pontarlier ihrer Arbeit nachgehen.
Die Ortschaft liegt abseits der größeren Durchgangsstraßen an einer Departementsstraße, die von La Rivière-Drugeon nach Bonnevaux führt. Eine weitere Straßenverbindung besteht mit Dompierre-les-Tilleuls.